# Das Böse II
Das Böse II (Originaltitel: Phantasm II; deutscher Alternativtitel Phantasm II: Das Böse II) ist ein US-amerikanischer Horrorfilm mit Science-Fiction-Elementen aus dem Jahre 1988 und die Fortsetzung des Films Phantasm. Die Rolle des Mike Pearson wurde von James LeGros übernommen. Der Film startete am 23. Februar 1989 in den deutschen Kinos.

## Handlung
Vor sieben Jahren traf der Teenager Mike auf den Tall Man, der auf dem Friedhof des Dorfes Morningside Leichen zum Leben erweckte, sie auf halbe Größe schrumpfte, um sie danach in eine andere Dimension zu transportieren, in der sie als Sklaven dienen sollten. Mike konnte den Tall Man damals aufhalten, aber dieser kehrte zurück, um sein Werk fortzusetzen. Nach diesem Vorfall kam Mike in eine psychiatrische Klinik.
Nach seiner Entlassung aus der Klinik geht Mike zu seinem Freund Reggie, der damals an seiner Seite gegen den Tall Man kämpfte. Die beiden beschließen, den Tall Man zu verfolgen, der verwüstete Städte mit leeren Friedhöfen hinterlässt. Auf der Suche nach dem Tall Man nehmen Mike und Reggie eine Anhalterin namens Alchemy mit. Mike hat des Öfteren Visionen eines Mädchen namens Liz Reynolds, das weiß, wo sich der Tall Man aufhält.
Liz lebt bei ihren Großeltern. Als ihr Großvater Alex stirbt, verfällt ihre Großmutter in tiefe Trauer. Umso mehr ist sie schockiert, als sie miterleben muss, wie der Pfarrer ein Messer in die Leiche ihres Mannes rammt. Der Pfarrer tat dies aber, da er von den wiedererweckten Leichen weiß und auf diese Weise versucht, die Wiedererweckung des Großvaters zu verhindern. In der Nacht erwacht dieser aber dennoch und entführt seine Frau.
Liz erfährt davon und geht darauf in die Leichenhalle, wo ihr auch der Pfarrer begegnet. Diesem wird jedoch von einer so genannten Sphere, einer silbernen Kugel, aus der spitze Klingen und allerlei andere Mordwerkzeuge herausschießen können, das linke Ohr abgesägt. Schließlich tötet ihn die Sphere. Liz nimmt nun telepathisch Kontakt zu Mike auf, der zur Rettung kommen soll. Mike und Reggie können dazu rechtzeitig in die Leichenhalle gelangen. Sie nehmen sie mit in ein verlassenes Haus. Nachdem Liz und Mike nach oben gegangen sind, verführt Alchemy Reggie und sie gehen ebenfalls nach oben. Die beiden werden gestört, da Reggie einen lauten Knall hört: Der Tall Man hat Liz entführt.
Reggie und Mike fahren zur Leichenhalle und weisen Alchemy an, wegzufahren. Liz wurde von einem Totengräber, der vom Tall Man besessen gemacht wurde, entführt. Er versucht Liz zu verbrennen, doch diese kann sich befreien und den Totengräber seinem zugedachten Schicksal zuführen.
Mike und Reggie haben auf dem Weg zur Leichenhalle einen Autounfall, bei dem der Wagen explodiert. Beim Eintreffen stoßen sie auf Liz, werden aber von einem weiteren Besessenen mit einer Axt aufgehalten. Die Sphere sorgt für dessen Ableben.
Reggie, Liz und Mike können schließlich mit der Hilfe der Sphere, die in der Hand des Besessenen steckt, einen Raum öffnen, in der sich ein Tor zur Dimension des Tall Man befindet. Reggie und Mike werden dabei fast in die andere Dimension gezogen, während Liz vom Tall Man auf eine Bahre gefesselt wird. Die drei können den Tall Man aber schließlich töten.
Alchemy holt die drei mit dem Auto ab. Es stellt sich jedoch heraus, dass sie ebenfalls besessen ist. Sie tötet Reggie und wirft seine Leiche aus dem Auto. Mike und Liz denken erst, dass alles nur ein Traum ist. Sie finden aber heraus, dass dies nicht der Fall ist, als plötzlich der Tall Man erscheint und sie durchs Fenster zieht.

## Kritik
„[...] hoffnungslos in Spezialeffekten ertrinkender Fortsetzungsfilm, der lediglich durch abstoßende Gemetzel auffällt.“

„Der Vorteil des ebenfalls von Don Coscarelli in Szene gesetzten zweiten Teils ist das konsequente Weitererzählen der bereits vormals schon interessanten Geschichte, obwohl zum Ende hin eher der Eindruck eines ungewollten Remakes entsteht, was allerdings fast durch den Einsatz graphischer Spezialeffekte vertuscht wird. Natürlich sind diese in der deutschen Fassung an genau jenen Stellen gekürzt, in denen die Filmserie ihren Ruf als Innovator begründet: nämlich bei den fliegenden Metallkugeln, die diesmal mehr als nur Löcher in Stirnwände bohren. Der ungehobelte, aber erfrischende Inszenierungsstil des Erstlings ist diesmal einem Hang zur Kommerzialisierung gewichen, wobei natürlich auch mit dem obligatorischen Kettensägen-Gerassel nicht gespart wird.“

## Fassungen

### Kinofassung
Die Kinofassung ist die ungeschnittene Fassung des Films. In Deutschland wurde sie, im Gegensatz zur Kinofassung des ersten Teils, nicht indiziert und erhielt damals die Freigabe SPIO/JK Strafrechtlich unbedenklich. Im März 2018 prüfte die FSK den Film erneut und vergab der ungeschnittenen Fassung eine Freigabe ab 18 Jahren.

### Workprint Version
Auf DVD wurde sowohl die Kinofassung mit einer Länge von 97 Minuten, als auch der Workprint mit 103 Minuten Länge veröffentlicht. Neben zusätzlichen Handlungsszenen enthält der Workprint auch mehr Gewalt-Szenen. In Deutschland wurde er von Marketing Film und New Cine Media veröffentlicht.